# Минская (станция метро, Москва)
«Ми́нская» — станция Московского метрополитена на Солнцевской линии. Расположена на границе районов Дорогомилово и Фили-Давыдково (ЗАО); названа по одноимённой улице. Открыта 16 марта 2017 года в составе участка «Парк Победы» — «Раменки». Колонная двухпролётная станция мелкого заложения с одной островной платформой. Пересадка на одноимённую платформу Киевского направления МЖД и МЦД-4. Вторая по глубине станция московского метрополитена мелкого заложения (15 метров), не оборудованная эскалаторами.

## История

### Строительство перегонных тоннелей
8 февраля 2013 года была начата прокладка левого тоннеля от станции «Ломоносовский проспект» в сторону «Парка Победы» при помощи ТПМК Herrenknecht «Наталия», а 4 апреля 2013 года — правого при помощи ТПМК Herrenknecht «Людмила». Длина перегона между станциями — 4,9 км; в месяц в среднем проходилось 250 метров. Весной 2014 года оба ТПМК вплотную подошли к «Минской», на некоторое время были остановлены и летом возобновили проходку в сторону станции «Парк Победы».

### Строительство станции
4 апреля 2013 года было сообщено о принятии следующего решения: вместо технической станции (эвакуационного выхода) на перегоне «Парк Победы» — «Ломоносовский проспект» построить полноценную станцию «Минская», которая будет увязана с дублёром Кутузовского проспекта и небольшим пересадочным транспортным узлом. Заместитель мэра столицы по вопросам градостроительной политики и строительства Марат Хуснуллин сообщил, что имеющееся на тот момент название строящейся станции «Минская» не является окончательным, а носит только «рабочий характер», — как и названия остальных новых станций, строительство которых ведётся на Солнцевской линии. Строительство станции началось в мае 2013 года. В июле 2014 года началось раскрытие котлована станции, которое остановилось на всю осень, а возобновилось в январе 2015 года. К концу 2016 года строительство станции было завершено.
| - Строительство станции (июль 2016 года) |

### Ввод в эксплуатацию
- 30 декабря 2016 года мэр Москвы Сергей Собянин провёл технический пуск участка метро «Деловой центр» — «Раменки» Солнцевской линии[14].
- С начала 2017 года производилась обкатка нового участка без пассажиров. Изначально планировалось открыть новый участок для пассажиров вскоре после технического запуска в течение февраля[15][16], однако сроки обкатки линии и пусконаладочных работ затянулись на 2,5 месяца.
- Станция открылась 16 марта 2017 года[17] в составе участка «Парк Победы» — «Раменки», после ввода в эксплуатацию которого в Московском метрополитене стало 206 станций.

## Архитектура и оформление
Колонная двухпролётная станция мелкого заложения. Дизайн выполнен в стиле хай-тек, станция исполнена в оттенках серого, чёрного и красного цветов. Для отделки были использованы гранит, глазурованные металлокерамические панели и стеклянные панели из закалённого триплекса, нержавеющая сталь и алюминий. Оформление станции посвящено технической стороне ВОВ, что обусловлено расположением станции недалеко от Центрального музея Великой Отечественной войны, где на открытой площадке находится военная техника. Платформа облицована плитами из серого гранита. Светильники на потолке станции образуют линии, выстраивающиеся в большие треугольники. Как и на всех трёх станциях этого участка, колонны украшены изображениями так, что они образуют стереоэффект, складываясь в единую композицию при взгляде на них с конца платформы.

## Расположение и вестибюли
Станция находится на Минской улице, между пересечением её с Киевским направлением железной дороги и примыканием Староволынской улицы; между Парком Победы и Матвеевским лесом, возле Мемориальной мечети.
У станции один вестибюль, из которого можно попасть на обе стороны Минской улицы. Первые 14 месяцев со дня открытия станции функционировал только один выход — на чётную сторону, стороной к центру. 3 мая 2018 г. открылся лестничный спуск на нечётную сторону, стороной из центра.

### Пересадка
На Киевском направлении (и МЦД-4) построена (открытие состоялось 4 апреля 2022 года) пассажирская платформа, на которую, начиная с этого же дня, организована пересадка; эта платформа вместе со станцией метро входит в состав транспортно-пересадочного узла.

## Наземный общественный транспорт
На этой станции можно пересесть на следующие маршруты городского пассажирского транспорта:
- Автобусы: е29, 103, 130, 260, 299, 464, 470
- Переход (пересадка) на платформу Киевского направления МЖД и МЦД-4 Минская[23].

## Галерея
| - Зал станции - Посадочная платформа - Прибытие поезда на станцию - Лестничный марш - Входной павильон |

## Станция в цифрах
- Таблица времени прохождения первого поезда через станцию[24]:

| По чётным числам                           | Будние дни | Выходные дни |
| По нечётным числам                         | Будние дни | Выходные дни |
| В сторону станции «Парк Победы»            | 05:50:00   | 05:50:00     |
| В сторону станции «Парк Победы»            | 05:50:00   | 05:50:00     |
| В сторону станции «Ломоносовский проспект» | 06:00:00   | 06:01:00     |
| В сторону станции «Ломоносовский проспект» | 06:00:00   | 06:01:00     |